# Albizia laurentii
Espèce
Classification phylogénétique
Albizia laurentii est une espèce de plantes à fleurs de la famille des Mimosaceae selon classification classique, ou à celle des Fabaceae, sous-famille des Mimosoideae selon la classification phylogénétique. C'est un arbuste tropical. 
La plante est nommée d'après le botaniste Émile Laurent.